# One World Observatory

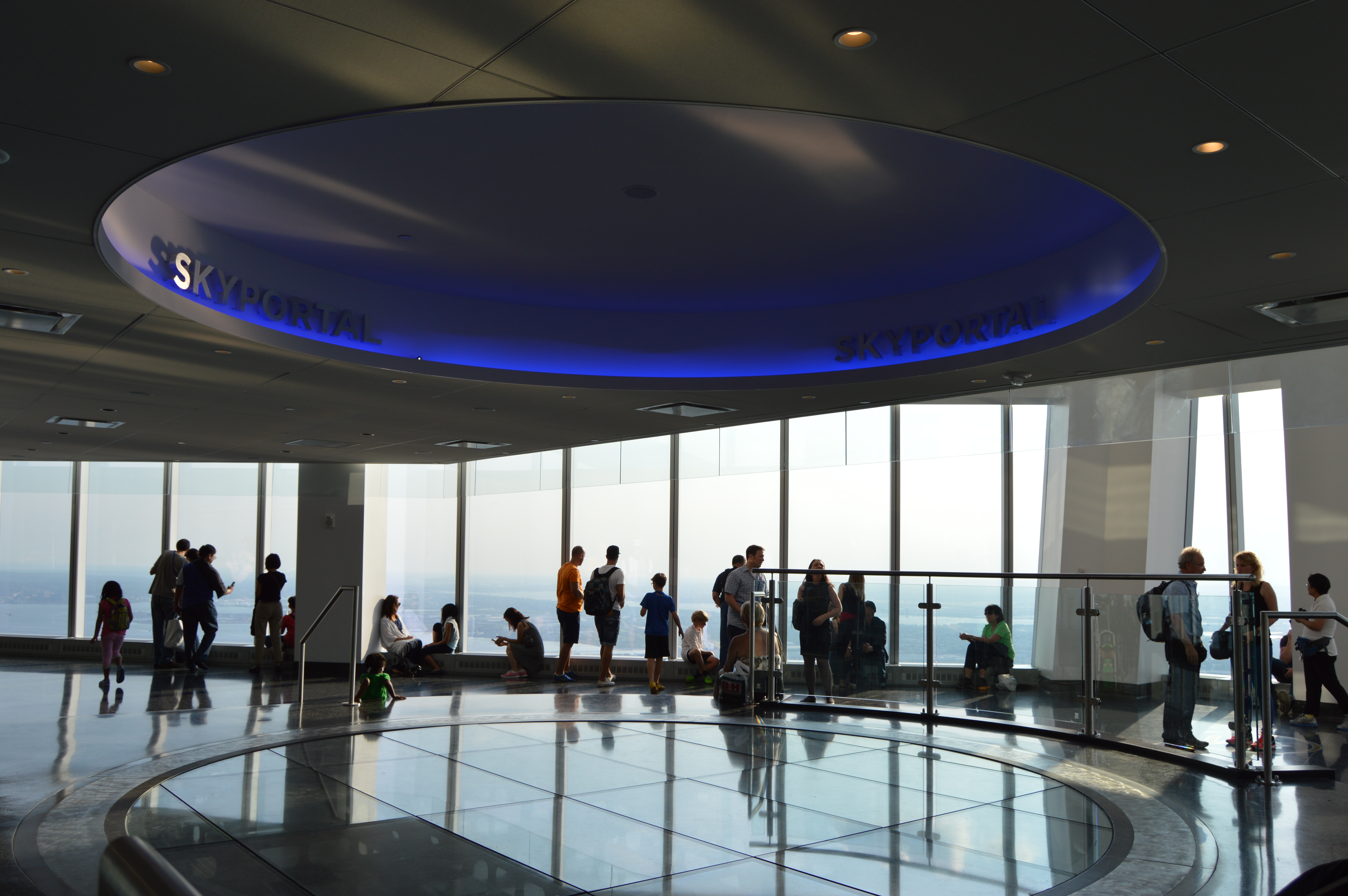
One World Observatory.

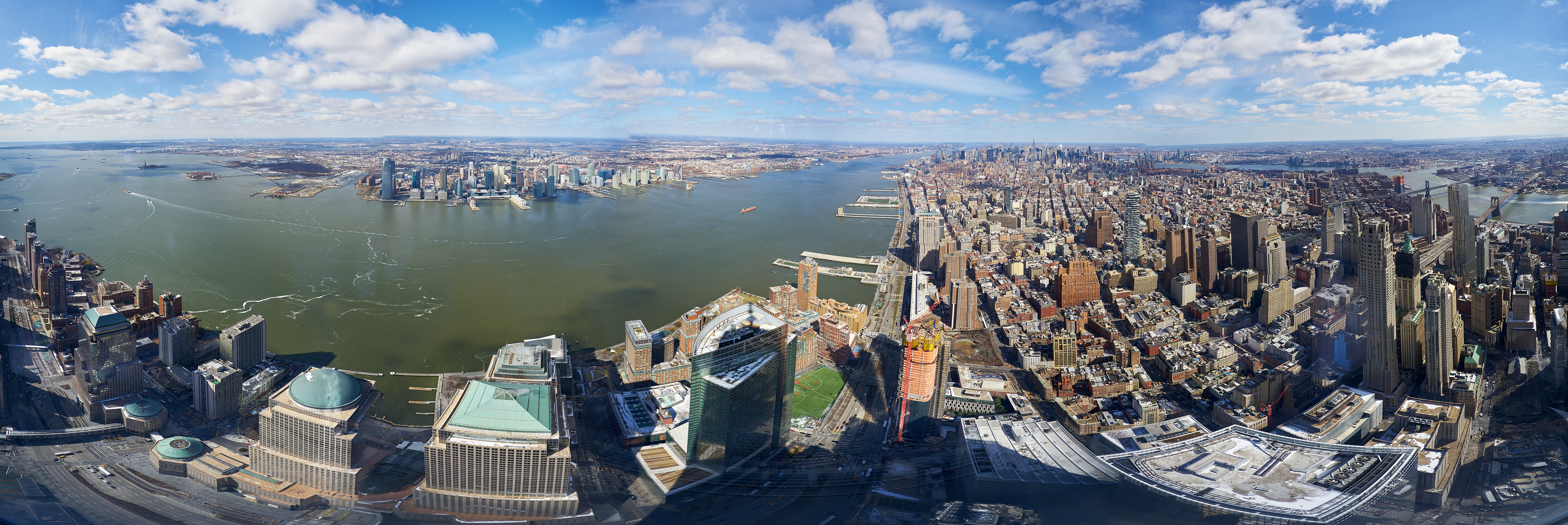
Utsikt från One World Observatory.

One World Observatory är en turistattraktion och utsiktsplats högst upp i skyskrapan One World Trade Center på Nedre Manhattan i New York, USA.

## Allmän info
Anläggningen öppnades 2015 och ligger inomhus på våningarna 100–102, där själva utsiktsvåningen ligger på våning 100, cirka 386 meter (1 268 feet) över marken, vilket gör det till den högsta utsiktspunkten i New York. Det finns en food court på våning 101 samt en evenemangslokal på våning 102.
Precis som hos Empire State Building finns två ingångar till One World Trade Center; en för de som jobbar i tornet och en för besökare. Den sistnämnda ingången ligger under mark i anslutning till gallerian och har säkerhetskontroller för att förhindra terrorattacker mot byggnaden. För att sedan ta sig vidare till de översta våningarna tar man direkthiss från den underjordiska gången. Hissen har displayer som täcker väggarna, och på dessa visas New Yorks historiska utveckling i animationer allteftersom hissen stiger.
Food courten har två restauranger i form av en grillbar vid namn One Mix samt en lyxrestaurang vid namn One Dining. Det finns även ett kafé (One Café) och en skybar.
Priset för besökare i åldrarna 18–64 år är $32 samt gratis för hjälppersonal och anhöriga till offer i 11 september-attackerna.